# صابرينا (مسلسل رسوم متحركة)
صابرينا هو مسلسل رسوم متحركة من نوع الخيال العلمي والسحر والكوميديا بدأ بثه على قناة ديزني وإم بي سي 3. يحكي المسلسل قصة الفتاة «صابرينا سبيلمان»، التي تكتشف في عيد ميلادها السادس عشر أنها ساحرة تنتمي إلى عائلة ساحرات عريقة.

## القصة
تعيش «صابرينا» مع عمَّتيها الساحرتين «هيلدا» و«زيلدا» والقط المسحور «سليم» الذي كان ساحرًا وعوقِب بالتحوّل إلى قط؛ بسبب مخطّطه الشرير للإستيلاء على العالم وحكمه.
لم تصدق «صابرينا» في البداية حقيقة أنها ساحرة، ولكنها بدأت بعد ذلك تعتاد على وضعها الجديد، وأخذت تدرس فنون السحر المختلفة، ولكنها كساحرة مبتدئة، كانت كثيراً ما تخطئ لكن عمّتيها كانتا تقومان دائمًا بتوجيهها كي تستخدم السحر بطريقة سليمة.
توازن «صابرينا» بين حياتها الطبيعة وحياتها كساحرة، وتدخل مغامرات كثيرة تقوم من خلالها باستخدام سحرها في أعمال الخير، وتعاقب به أحيانًا من يضايقها من زميلات الدراسة.

## روابط خارجية
- صابرينا على موقع IMDb (الإنجليزية)
- صابرينا على موقع روتن توميتوز (الإنجليزية)
- صابرينا على موقع فيلمافينيتي (الإسبانية)
- صابرينا على موقع كينوبويسك (الروسية)
- صابرينا على موقع ألو سيني (الفرنسية)
- صابرينا على موقع قاعدة بيانات الفيلم (الإنجليزية)